# Festivalbar 2000
Il trentasettesimo Festivalbar si svolse durante l'estate del 2000 in 10 puntate, registrate presso Piazza del Plebiscito a Napoli, Piazza Santa Croce a Firenze, Capoliveri, l'Arena Alpe Adria di Lignano Sabbiadoro e con la finale nel consueto scenario dell'Arena di Verona.
Venne condotto da Fiorello e Alessia Marcuzzi.
Vincitori assoluti dell'edizione furono i Lùnapop con la canzone Qualcosa di grande, mentre Ligabue vinse la sezione "Album" con Miss mondo, i Bon Jovi la sezione "International" con It's My Life e Paola & Chiara quella "Tormentone Radiofonico" con Vamos a bailar.

## Cantanti partecipanti
- Lùnapop - Qualcosa di grande, 50 Special e Un giorno migliore
- Ligabue - Si viene e si va, L'odore del sesso e Sulla mia strada
- Bon Jovi - It's My Life e Say It Isn't So
- Paola & Chiara - Vamos a bailar (Esta vida nueva)
- Mariah Carey - Against All Odds
- Mark Knopfler - What It Is
- Carlotta - Frena
- Piero Pelù - Toro loco e Io ci sarò
- Geri Halliwell - Bag It Up
- All Saints - Pure Shores e Black Coffee
- Hanson - If Only
- Eminem - The Real Slim Shady
- Toploader - Dancing in the Moonlight
- Duran Duran - Someone Else Not Me
- Melanie C - Never Be the Same Again
- Patty Pravo - Una donna da sognare e Una mattina d'estate
- Renato Zero - Via dei Martiri
- Samuele Bersani - Il pescatore di asterischi
- Irene Grandi - Francesco, Verde rosso e blu e La tua ragazza sempre
- The Cranberries - Just My Imagination
- Jarabe de Palo - Dipende
- Gianni Morandi - La storia mia con te, Come fa bene l'amore e Così vanno le cose
- Shaggy - Dance & Shout
- Cleopatra - Come and Get Me
- The Corrs - Breathless
- Neja - Singin' Nanana
- Matia Bazar - Non abbassare gli occhi
- Orishas - 537 C.U.B.A.
- Sasha - Let Me Be the One
- Richard Ashcroft - A Song for the Lovers
- Elisa - Gift
- Max Gazzè - L'uomo più furbo
- Davide De Marinis - Gino!
- Eiffel 65 - Move Your Body, Too Much of Heaven e My Console
- 883 - La regina del Celebrità
- Paola Turci - Questione di sguardi
- Mietta - Ancora insieme a te
- Blink-182 - What's My Age Again?
- Alexia - Ti amo ti amo
- Aqua - Around the world
- Kirsty MacColl - In These Shoes?
- A-ha - Summer Moved On
- Carmen Consoli - Parole di burro
- Marc Anthony - You Sang to Me
- Jessica Simpson - I Think I'm in Love with You
- Nek - Ci sei tu
- French Affair - My Heart Goes Boom (La Di Da Da)
- Backstreet Boys - Show Me the Meaning of Being Lonely
- Belle Perez - Hello World
- Syria - Se t'amo o no
- Ronan Keating - Life Is a Rollercoaster
- Billy More - Up & Down (Don't Fall in Love with Me)
- Sonique - It Feels So Good
- 5ive - Don't Wanna Let You Go
- La Mosca - Para no verte mas
- Madasun - Don't You Worry
- Eagle-Eye Cherry - Are You Still Having Fun?
- Litfiba - Il giardino della follia
- Jon Secada - Stop
- Gabrielle - Rise e When a Woman
- Anastacia - I'm Outta Love
- Neri per Caso - Sarà
- Destiny's Child - Say My Name
- Chumbawamba - She's Got All the Friends
- Gianluca Grignani - Speciale
- Marie Frank - Symptom of My Time
- Fortunato Zampaglione - Gioia
- Sinéad O'Connor - No Man's Woman
- Brando - Azucar moreno
- Guano Apes - Big in Japan
- Niccolò Fabi - Se fossi Marco
- Morcheeba - Rome Wasn't Built in a Day
- Enrique Iglesias - Sad Eyes e Bailamos
- Tonino Carotone - Me cago en el amor
- Stephen Gately - New Beginning
- Dirotta su Cuba - Notti d'estate
- Fiorello - Azzurro

## Sigla
La videosigla di questa edizione furono le canzoni Si viene e si va di Ligabue e It's My Life di Bon Jovi. My Heart Goes Boom (La Di Da Da) di French Affair viene invece utilizzato come stacchetto musicale.

## Organizzazione
- Mediaset

## Direzione Artistica
- Andrea Salvetti